# Apodacra dasystigma
Apodacra dasystigma är en tvåvingeart som beskrevs av Boris Borisovitsch Rohdendorf 1934. Apodacra dasystigma ingår i släktet Apodacra och familjen köttflugor.
Artens utbredningsområde är Egypten. Inga underarter finns listade i Catalogue of Life.